# Dwars door het Hageland 2024
La Dwars door het Hageland 2024, diciannovesima edizione della corsa e valevole come ventottesima prova dell'UCI ProSeries 2024 categoria 1.Pro, si svolse l'8 giugno 2024 su un percorso di 178,4 km, con partenza da Aarschot e arrivo a Diest, nella provincia del Brabante Fiammingo, in Belgio. La vittoria fu appannaggio del belga Gianni Vermeersch, il quale completò il percorso in 4h04'18", alla media di 43,815 km/h, precedendo il norvegese Jonas Abrahamsen e l'olandese Hartthijs de Vries.
Sul traguardo di Diest 46 ciclisti, dei 114 partiti da Aarschot, portarono a termine la competizione.

## Squadre e corridori partecipanti
| N.    | Cod. | Squadra                 |
| ----- | ---- | ----------------------- |
| 1-7   | UXM  | Uno-X Mobility          |
| 11-17 | ADC  | Alpecin-Deceuninck      |
| 21-27 | ARK  | Arkéa-B&B Hotels        |
| 31-36 | COF  | Cofidis                 |
| 41-47 | IWA  | Intermarché-Wanty       |
| 51-57 | SOQ  | Soudal Quick-Step       |
| 61-67 | IPT  | Israel-Premier Tech     |
| 71-76 | LTD  | Lotto Dstny             |
| 81-87 | TDT  | TDT-Unibet Cycling Team |

| N.      | Cod. | Squadra                    |
| ------- | ---- | -------------------------- |
| 91-97   | TFB  | Team Flanders-Baloise      |
| 101-107 | TNN  | Team Novo Nordisk          |
| 111-115 | TEN  | TotalEnergies              |
| 121-127 | BTL  | Baloise Trek Lions         |
| 131-137 | DHM  | Deschacht-Hens-Maes        |
| 141-147 | PSB  | Pauwels Sauzen-Bingoal     |
| 153-157 | PWB  | Philippe Wagner-Bazin      |
| 161-167 | TIS  | Tarteletto-Isorex          |
| 171-175 | VWE  | VolkerWessels Cycling Team |

## Ordine d'arrivo (Top 10)
| Pos. | Corridore             | Squadra | Tempo    |
| ---- | --------------------- | ------- | -------- |
| 1    | Gianni Vermeersch     | Alpecin | 4h04'18" |
| 2    | Jonas Abrahamsen      | Uno-X   | a 1"     |
| 3    | Hartthijs de Vries    | TDT     | a 11"    |
| 4    | Rasmus Tiller         | Uno-X   | a 21"    |
| 5    | Søren Wærenskjold     | Uno-X   | s.t.     |
| 6    | Quinten Hermans       | Alpecin | s.t.     |
| 7    | Pim Ronhaar           | Baloise | s.t.     |
| 8    | Stanisław Aniołkowski | Cofidis | a 28"    |
| 9    | Lionel Taminiaux      | Lotto   | a 30"    |
| 10   | Lander Loockx         | TDT     | a 31"    |